# Раевский, Владимир Николаевич (дипломат)
Влади́мир Никола́евич Рае́вский (род. 2 февраля 1939) — советский, российский дипломат. Чрезвычайный и полномочный посол (10 августа 1990).

## Биография
Окончил отделение журналистики Ростовского государственного университета (1972), Академию общественных наук при ЦК КПСС (1984) и Дипломатическую академию МИД СССР (1986). 
- В 1979—1984 годах — секретарь Луганского обкома Компартии Украины.
- С 17 сентября 1986 по 18 октября 1991 года — чрезвычайный и полномочный посол СССР в Гвинее[2][3].
- В 1992—1995 годах — главный советник по внешнеэкономическим вопросам МИД России.
- С 26 июня 1995 по 17 декабря 1999 года — чрезвычайный и полномочный посол Российской Федерации в Анголе и по совместительству в Сан-Томе и Принсипи[4][5].
- С 1999 года — главный координатор по проектам АК АЛРОСА в Африке — начальник Управления.
- С 2003 года — президент Российско-Африканского делового совета (РАДС).

Женат, имеет двух дочерей.

## Награды
- Орден Дружбы  (4 апреля 1998) — За мужество и самоотверженность, проявленные при освобождении российских лётчиков, захваченных в качестве заложников в Республике Конго[6]